# Stazione di Lienz
La stazione di Lienz è la stazione ferroviaria di Lienz, Austria.